# Sainte-Croix (Dordogne)
Sainte-Croix is een gemeente in het Franse departement Dordogne (regio Nouvelle-Aquitaine) en telt 87 inwoners (2009). De plaats maakt deel uit van het arrondissement Bergerac.

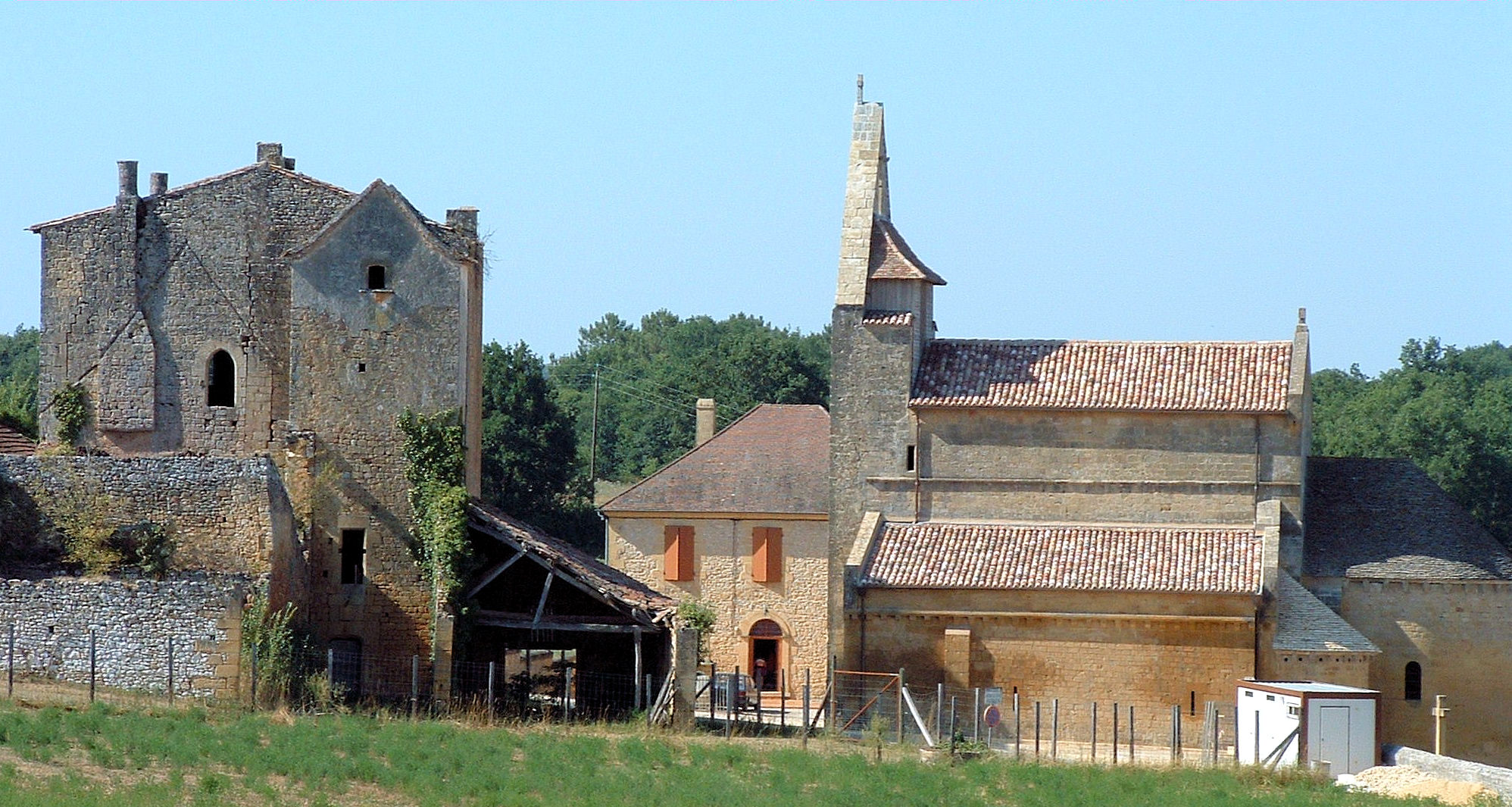
Kerk en priorij van Sainte-Croix
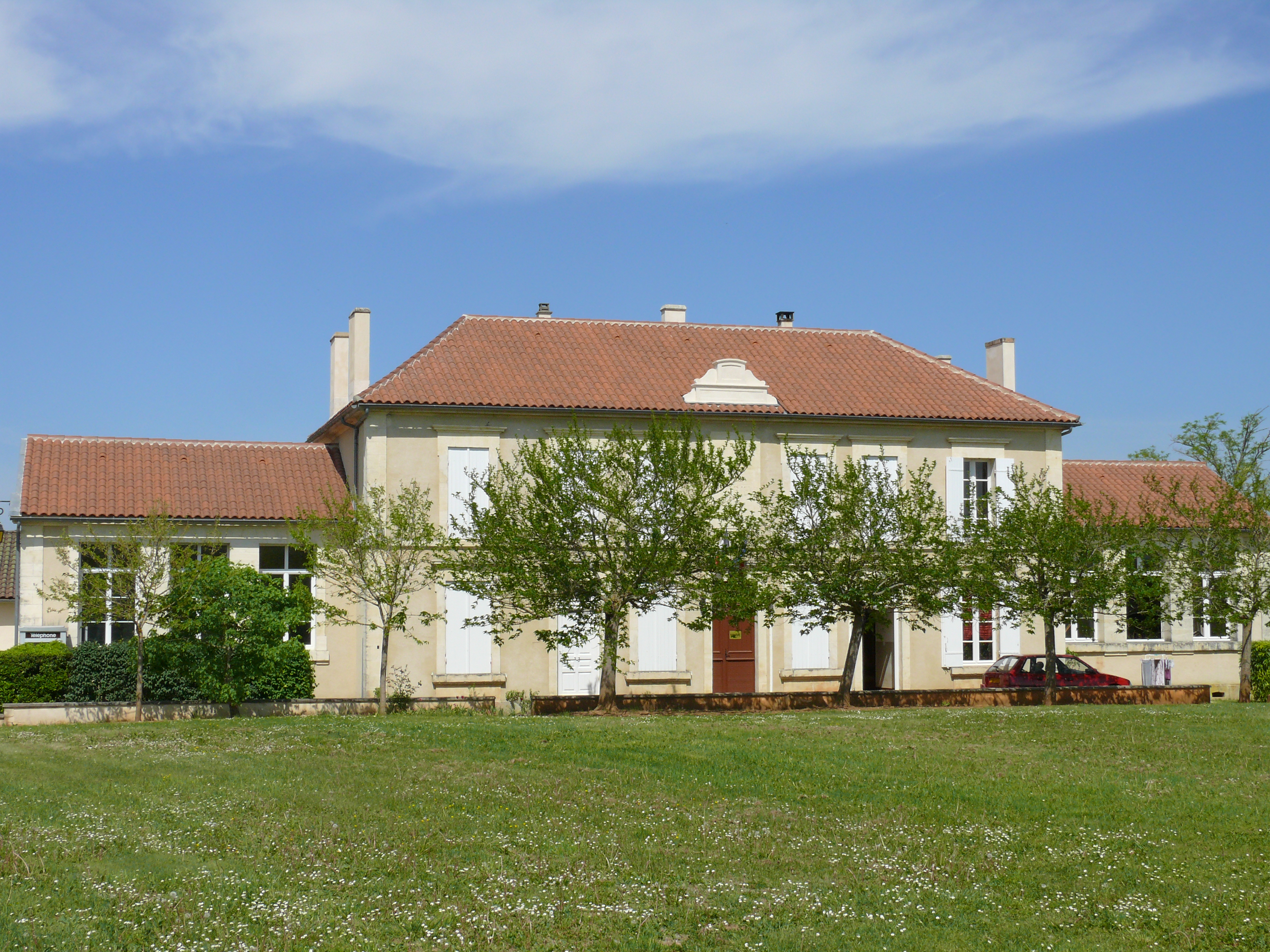
Gemeentehuis
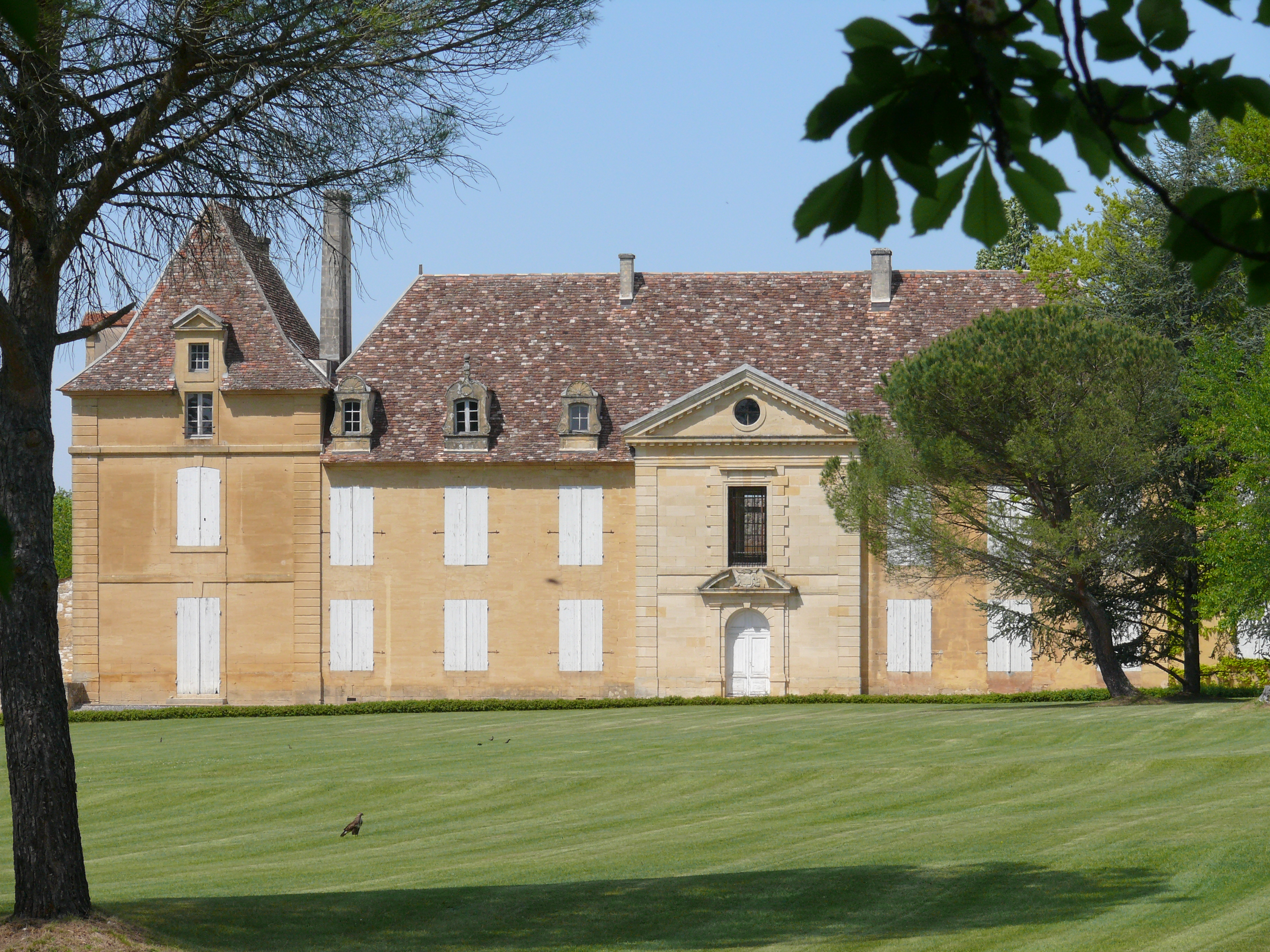
Kasteel van Sainte-Croix

## Geografie
De oppervlakte van Sainte-Croix bedraagt 13,4 km², de bevolkingsdichtheid is dus 6,5 inwoners per km².
De onderstaande kaart toont de ligging van Sainte-Croix (Dordogne) met de belangrijkste infrastructuur en aangrenzende gemeenten.

## Demografie
Onderstaande figuur toont het verloop van het inwonertal (bron: INSEE-tellingen).

1. ↑  Populations de référence 2022.